# William Roberts (Koch)

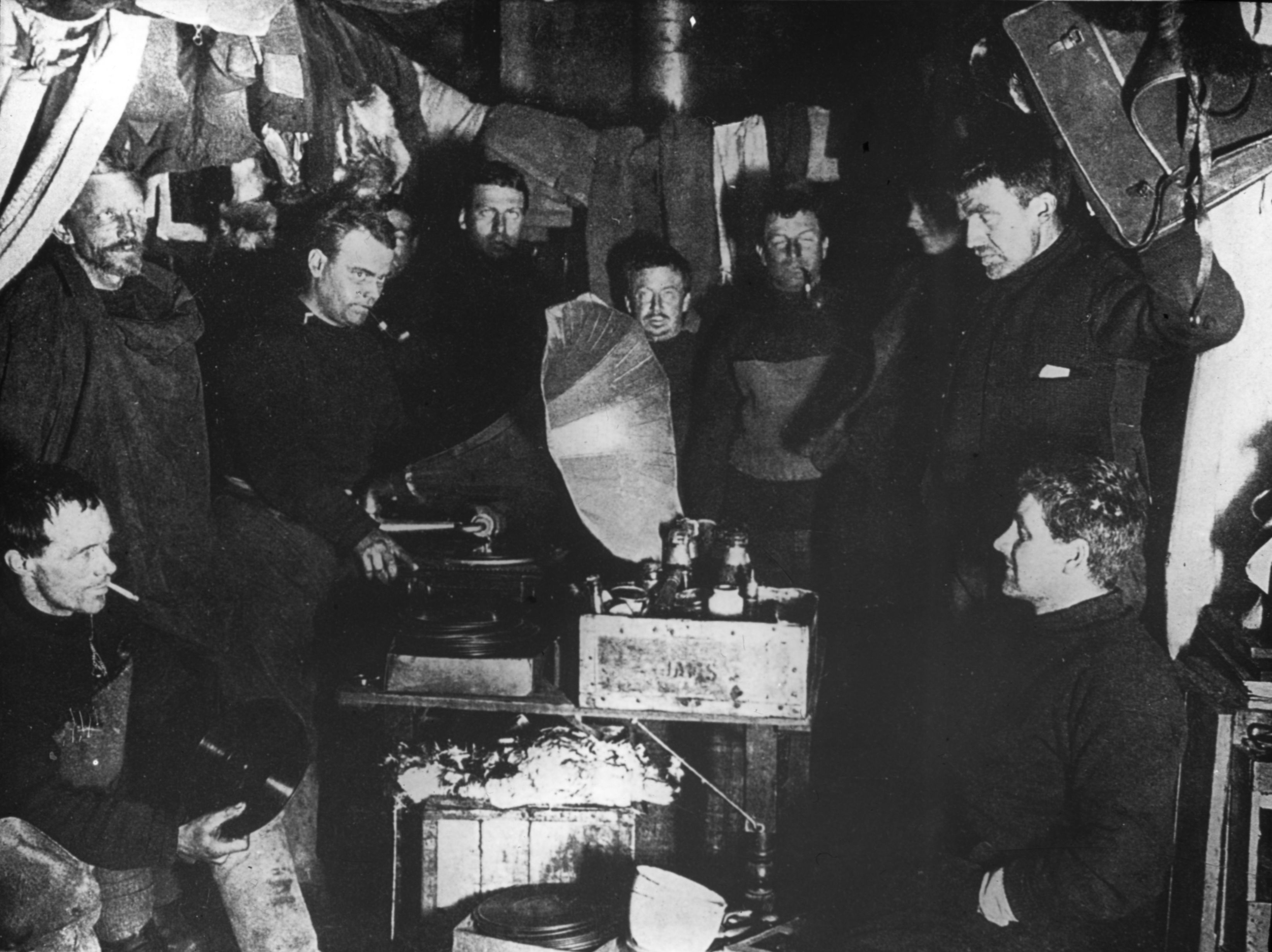
William Roberts (Bildmitte, hinter dem Schalltrichter des Grammophons) in der Hütte am Kap Royds bei der Nimrod-Expedition (1908)

William Charles Roberts (* 1872 in Homerton, Middlesex; † 20. Jahrhundert) war ein britischer Koch und Teilnehmer der Nimrod-Expedition (1907–1909) des britischen Polarforschers Ernest Shackleton in die Antarktis.

## Leben
Roberts war der Sohn eines Zimmerers und wurde in Homerton geboren, das heute zum London Borough of Hackney gehört. Seine Ausbildung zum Koch absolvierte er in Hotels in Whitechapel im East End von London, wo er als Kellner anfing. Später wurde er Koch bei der Royal Navy und war als Konditor im Naval and Military Club am St. James’s Square tätig.
Die teilweise schlechte Versorgung mit frischer Nahrung bei der Discovery-Expedition (1901–1904), die bei zahlreichen Expeditionsteilnehmern Skorbut verursacht hatte, bewog Ernest Shackleton, ein besonderes Augenmerk auf die Wahl eines versierten Kochs bei seiner ersten eigenen Antarktisexpedition zu legen. Diese fiel auf den 35-jährigen und inzwischen verheirateten Roberts, der darüber hinaus die Aufgaben eines Assistenzzoologen übernahm. In Absprache mit dem Expeditionsarzt Eric Marshall verschaffte Roberts im Basislager am Kap Royds auf der Ross-Insel den Männern der Landungsmannschaft eine ausgewogene Ernährung mit Speisen, zu denen beispielsweise auch frisches Pinguinfleisch gehörte. Viele Jahre später meinte ein Besucher der Expeditionshütte nach Sichtung der Küche und der dort noch vorhandenen Konserven, die Männer seien offenbar „wie Truthähne gemästet worden“. Für seine Verdienste um die Expedition wurde Roberts mit der silbernen Ausführung der Polar Medal geehrt.
Über sein Leben nach der Expedition ist nichts bekannt. Nach ihm ist das Kap Roberts in der Antarktis benannt.